# Les Franciscaines Deauville
Les Franciscaines Deauville ist eine kulturelle Einrichtung in Deauville in einem ehemaligen Klosterkomplex.
Das im Jahr 1876 errichtete Gebäude wurde bis 2012 von den Schwestern der Gemeinschaft Notre-Dame de la Pitié bewohnt und diente zeitweise als Lazarett und als Berufsschule.
Nach einem Umbau wird der Komplex seit 2021 für eine Dauerausstellung der Sammlungen der Stadt Deauville (Gemälde und Fotografien, Sammlungen rund um Pferde, Erinnerungen an Deauville), temporäre Ausstellungen, einen Jugendraum, eine Mediathek mit über 70.000 Dokumenten, ein Auditorium in der alten Klosterkirche und als Künstlerresidenz genutzt.

## Geschichte

### Kloster

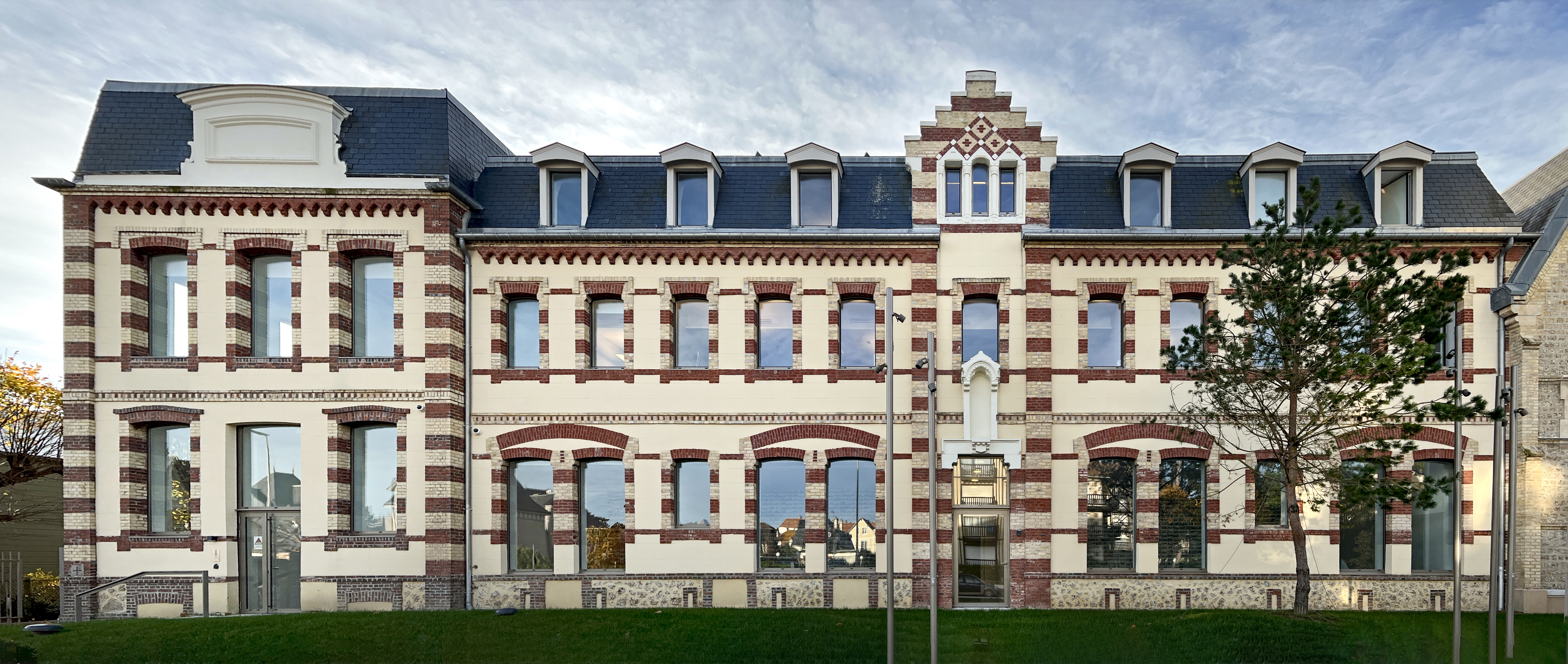
Konventgebäude

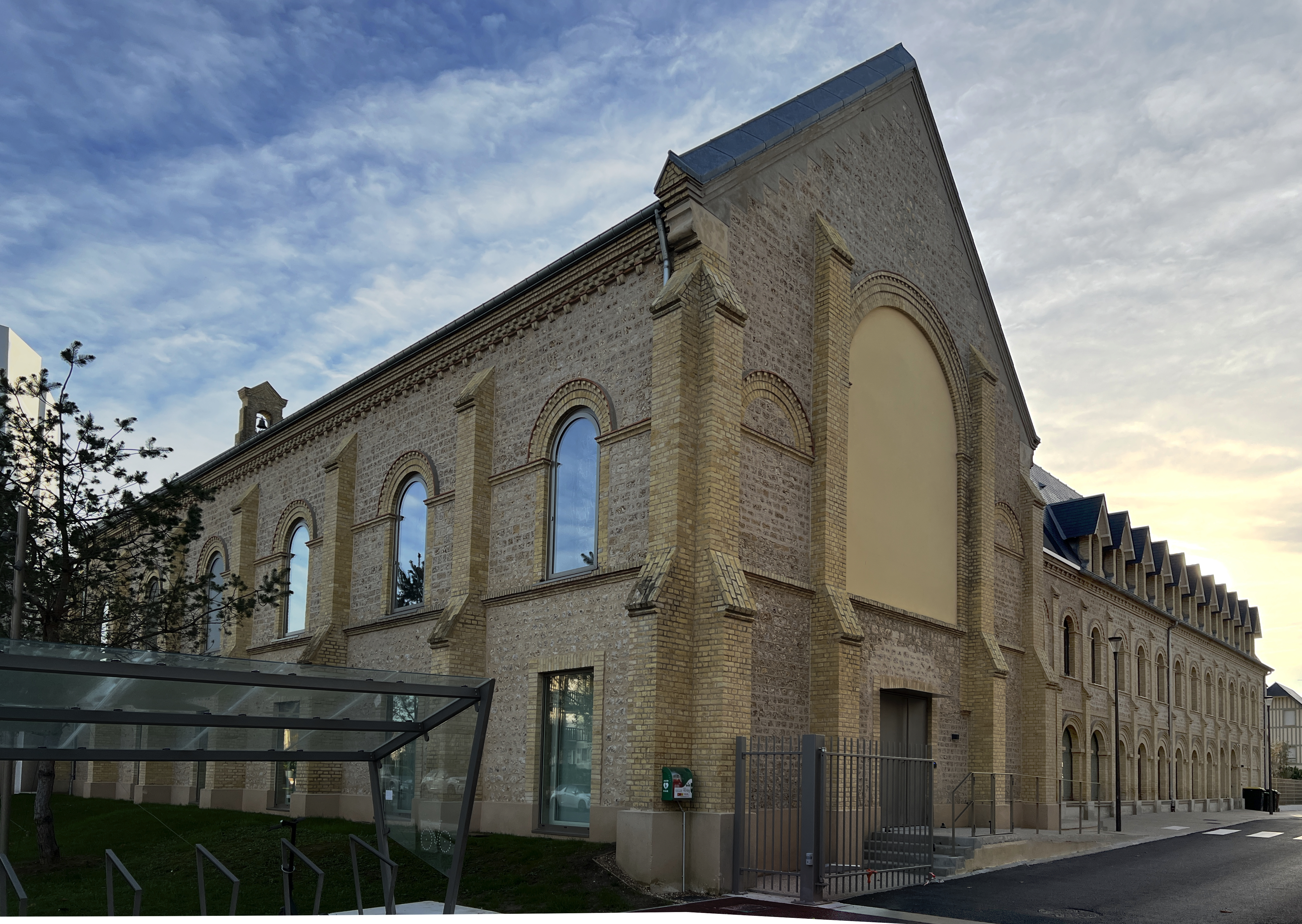
Kapelle

Im Jahr 1876 erwarb Adèle Mérigault 25 Hektar Land, auf dem die Kapelle Notre-Dame de la Pitié errichtet wurde. Bei der Grundsteinlegung (mit einer Reliquie des Heiligen Franz von Assisi) war bereits der Bau eines Waisenhauses geplant. Dieses wurde 1877 errichtet. Im selben Jahr am 29. Juni kamen vier Ordensschwestern von den Franziskanerinnen von Notre-Dame de la Pitié aus Perrou (Orne) in Deauville an, um die Leitung des Waisenhauses Saint-Joseph zu übernehmen. Im Jahr 1878 wurden weitere Gebäude errichtet, unter anderem für das Waisenhaus, sowie der Kreuzgang, die Ställe, die Schuppen und die Waschküche. Der Komplex umfasst 6500 Quadratmeter Gebäude im neugotischen und neoromanischen Stil.
Im Jahr 1905 erhielt die Gemeinschaft im Rahmen des Gesetzes zur Trennung von Kirche und Staat die Anweisung, das Gelände zu verlassen. Während sich die Schwester darauf vorbereiteten, mit Gepäck und Möbeln nach Mechelen umzuziehen, wurden sie auf Ersuchen der Gemeinde Deauville zurückgerufen, um die Betreuung der Waisenkinder fortzusetzen und sicherzustellen. In dieser Zeit kamen die ersten medizinischen Geräte im Waisenhaus an, gefolgt von der Gründung einer Deauville-Sektion des Französischen Roten Kreuzes durch die Gräfin Le Marois im Jahr 1912. Das Waisenhaus wurde am 6. August 1914 in ein Hilfskrankenhaus (Nr. 16) umgewandelt. Ende desselben Jahres verfügte es über 102 Betten und spezialisierte sich ab 1916 auf ein Augenzentrum. Einige Jahre später wurde die Kongregation der „Franziskanerinnen von Notre Dame de Pitié de Deauville“ autonom und löste sich am 24. Oktober 1916 von ihrem Mutterkloster Perrou. 1929 wurde der Jeanne-d’Arc-Saal mit einem Auditorium und einem Kino an der Rückseite des Hauptgebäudes angebaut. 1974 wurde im Auftrag des Staates in den Gebäuden das Collège & Lycée Saint-Joseph,  eine Berufsschule eingerichtet. Zwischen 2008 und 2010 wurde für die Schwestern auf dem Gelände des Gemüsegartens ein neues Kloster und eine Kapelle errichtet. Mehrere Buntglasfenster, darunter das große Buntglasfenster der alten Kapelle, wurden entfernt und in diesen Neubau integriert. Am 15. Dezember 2011 verließen die Schwestern das historische Gebäude und zogen in ein neues Kloster.

### Kulturzentrum
Im Jahr 2012 bekundete die Stadt Deauville ihr Interesse am Erwerb des Klosterkomplexes, des Pavillons Biesta-Monrival und der Gebäude der Kongregation der Franziskanerinnen. Im Herbst 2013, 2014 und 2015 fand das Planche(s) Contact Festival in den Räumen im Erdgeschoss und in der Kapelle statt. 2014/15 führte die Stadt einen architektonischen, technischen und szenografischen Wettbewerb zur Schaffung einer Kultureinrichtung auf dem ehemaligen Gelände der Kongregation durch. Die Agentur Moatti & Rivière war der Gewinner des Architekturwettbewerbs im Juni 2015.
Im Juni 2020 war die Einweihung des Franciscaines Deauville geplant. Dies musste durch die COVID-19-Pandemie bis Mai 2021 verschoben werden. Seitdem ist das Zentrum für die Öffentlichkeit zugänglich.
Das Gebäudeensemble ist in der Base Mérimée, einer Datenbank des französischen Kulturministeriums über das architektonische Erbe Frankreichs, aufgeführt, unter der Nummer IA14003263.

## Temporäre Ausstellungen (Auswahl)
- Die Eröffnungsausstellung Sur les chemins du paradis (Auf den Wegen des Paradieses) sollte vom 27. Juni bis 13. September 2020 stattfinden. Sie musste aufgrund der COVID-19-Pandemie verschoben werden und fand vom 19. Mai bis 22. August 2021 statt.[6]
- Vom 25. Januar bis 8. Mai 2022 war eine Wechselausstellung Nadja und Fernand Léger gewidmet.
- Robert Capa, Icônes. 25. Mai bis 13. Oktober 2024[7]